# Sekeetamys calurus
Sekeetamys calurus is een zoogdier uit de familie van de Muridae. De wetenschappelijke naam van de soort werd voor het eerst geldig gepubliceerd door Thomas in 1892.

## Voorkomen
De soort komt voor in Egypte, Israël, Jordanië, Soedan en Saoedi-Arabië.